# Beverly Garland
Beverly Garland (n. 17 octombrie 1926, Santa Cruz, California, SUA – d. 5 decembrie 2008, Hollywood Hills, California, SUA) a fost o actrită americană de film.

## Biografie
Pe 5 decembrie 2008, Garland a murit din cauze naturale în Hollywood Hills după o boală îndelungată la casa ei de peste 40 de ani. La serviciul memorial și recepție au participat câteva sute de persoane pe 13 decembrie, la proprietatea sa, Beverly Garland's Holiday Inn. Corpul ei a fost incinerat.

## Filmografie selectivă
- 1962 Bus Stop (serial TV), regia Robert Altman : Janie
- 1963 Evadatul (The Fugitive) : sora Doris Stillwell
- 1968 Pretty Poison, regia Noel Black : dna. Stepanek
- 1974 Aeroport '75 (Airport 1975), regia Jack Smight
- 1980 E rândul meu (It's My Turn), regia Claudia Weill :Emma Lewin Gunzinger